# Zagródki (województwo lubelskie)
Zagródki – wieś w Polsce położona w województwie lubelskim, w powiecie biłgorajskim, w gminie Potok Górny.
| SIMC    | Nazwa    | Rodzaj    |
| ------- | -------- | --------- |
| 0896522 | Piechota | część wsi |

Zagródki są miejscowością na południowo-zachodnim skraju województwa lubelskiego. Przez wieś przepływa rzeka Złota, która stanowi granicę między województwem lubelskim a podkarpackim. Gospodarka rolna opiera się głównie na uprawie tytoniu i zboża.
Wieś jest sołectwem w gminie Potok Górny. Według Narodowego Spisu Powszechnego z roku 2011 wieś liczyła 315 mieszkańców i była dziewiątą co do liczby ludności miejscowością gminy.
W latach 1975–1998 miejscowość administracyjnie należała do województwa zamojskiego.
Wierni Kościoła rzymskokatolickiego należą do parafii św. Jana Chrzciciela w Potoku Górnym.